# Great Northern
«Great Northern» (/ɡreɪt 'nɔːð(ə)n/) — американская инди-рок-группа из Лос-Анджелеса, штат Калифорния, в составе которой бывший участник «30 Seconds to Mars» Солон Бикслер, вокалист и гитарист, клавишницы Рэйчел Столт и Марисса Микик, басист Майкл Рехилио и барабанщик Дасти Рокэролл.

## История
Группа была основана, когда Солон Бен Бикслер сблизился со своей подругой Рашэль Элеанор Столт, которую он знал в течение семи лет, он предложил ей петь и играть на фортепьяно вместе с ним. После написания песен в течение приблизительно шести месяцев на мультитрекере, они, наконец, перешли в студию. После экспериментов с различными составами группы они получили возможность пригалсить их друга Дэйви Лэттера в качестве ударника. Место басиста в конечном счете было занято Эшли Дзериджиэном, которую Бикслер и Столт встретили на вечеринке, которую они даже не хотели посещать сначала. Эшли оставил группу в январе 2008, и был заменен Майклом Рехилио.

### Trading Twilight for Daylight
Great Northern сделали запись своего дебютного альбома «Trading Twilight for Daylight» в студии «Donner & Blitzen» в Аркейдии, Калифорния, вместе с продюсером Матиасом Шнеебергером, предыдущий опыт работы которого включает Queens of the Stone Age. Встретив Шнеебергера через общего друга, они вскоре оценили его вклад в альбом.
Название альбома было придумано Рэйчел Столт, которая сказала, что сумерки — это её любимое время дня, и что она иногда хочет, чтобы они заняли большую часть дня.
«Trading Twilight for Daylight» был выпущен в США 15 мая 2007 года.

### Sleepy Eepee
Группа выпустила EP, названный «Sleepy Eepee», к iTunes в США 6 ноября 2007. EP первоначально был написан и зарегистрирован перед «Trading Twilight for Daylight», но был повторно выпущен с новыми художественными работами Райаном Коссией.  «Sleepy Eepee» был выпущен 18 марта 2008.
Песня «Home» использовалась в 2008 Nissan Murano для рекламы 2009 Мурано. «Home» также прозвучала в фильме «Двадцать одно» с Джимом Стёрджессом в главной роли.
«Home» был признан на iTunes свободный Синглом Недели в конце 2007.
Их песней «Low is a Height», использовался  НБА в рекламе «There Can Only Be One». «Low is a Height» была использована в видео в конце 8-го эпизода трего сезона сериала Кости.
Они сделали запись своей песни «Into the Sun» в Simlish для EP The Sims 2: Увлечения
Песня «Driveway» прозвучала в конце 18-го эпизода пятого сезона Анатомии страсти.
В начале 2008 Эшли Дзериджиэн оставил группу. Её заменил Майкл Фрэнсис Реджилио. Группа теперь включает Мариссу Микик на клавишных инструментах и Дасти Рокэролл (заменял Дэйви в начале 2009) на барабанах.

### Remind Me Where the Light Is
28 апреля 2009 группа выпустила второй студийный альбом, названный, «Remind Me Where the Light Is».
С июня 2009 в составе Great Northern появился басист Мэтт Ровето, который сопровождал группу в их британском туре (набор в течение начала июля).
8 сентября 2010 группа объявила в Твиттере, что в течение прошлых трех месяцев они занимались записью третьего альбома. Они ожидают, что новый альбом будет "более темным" и "более тяжелым".

## Состав

### Участники
- Солон Бикслер — соло-гитара, бэк-вокал
- Рэйчел Столт — фортепиано, вокал
- Майкл Рехилио — бас-гитара
- Марисса Микик — клавишные
- Дасти Рокэролл — ударные

### Бывшие участники
- Эшли Дзериджиэн — бас-гитара (2005–2008)
- Дэйви Лэттер — ударные (2005–2008)

## Дискография

### Альбомы
- 2007 — Trading Twilight for Daylight
- 2009 — Remind Me Where the Light Is

### Мини-альбомы
- 2008 — Sleepy Eepee